# День окончания школы
«День окончания школы» (англ. Graduation Day) — американский слэшер, снятый Хербом Фридом и выпущенный на экраны в 1981 году.

## Сюжет
Накануне выпускного дня, энсин ВМС США Энн Рэмстид (Пэт Макензи) возвращается с военной службы домой, чтобы навестить свою мать и почтить память недавно умершей младшей сестры Лауры. Лаура входила в школьную сборную по лёгкой атлетике и умерла от сердечного приступа во время одного из соревнований две недели назад. Сразу же после того, как Энн выходит из машины, она видит девушку из команды Лауры, бегущую в лес. Эта девушка становится первой в череде кровавых убийств других членов спортивной команды, совершённых человеком в защитном костюме для фехтования.

## В ролях
| Актёр             | Роль                 |
| ----------------- | -------------------- |
| Пэт Макензи       | Энн Рэмстид          |
| Кристофер Джордж  | тренер Джордж Майклз |
| Майкл Патаки      | директор Гаглионе    |
| И. Джи. Пикер     | секретарша Блонди    |
| Линни Куигли      | Долорес              |
| И. Дэнни Мёрфи    | Кевин Бэджер         |
| Дениз Чесире      | Салли                |
| Билл Хафси        | Тони Фиск            |
| Том Хинтнаус      | Питер                |
| Ванна Уайт        | Дорис                |
| Карен Эбботт      | Джоанна              |
| Линда Шейн        | Пола Брентвуд        |
| Ричард Балин      | Мистер Роджерс       |
| Кармен Аргензиано | инспектор Хэллидэй   |
| Вёрджил Фрай      | офицер Макгрегор     |
| Карл Рей          | Ральф Джонсон        |
| Эрика Хоуп        | Дайана               |
| Беверли Диксон    | Илейн Рэмстид        |
| Хэл Бокар         | Роланд Корлисс       |

## Кассовые сборы
При бюджете в $250 000, фильм в общей сложности собрал $23 894 000 только в США. В первую неделю проката было собрано $112 000.